# Abralia fasciolata
Abralia fasciolata е вид главоного от семейство Enoploteuthidae.

## Разпространение
Видът е разпространен в Сомалия.